# Zygmunt Grünberg
Zygmunt Grünberg (ur. 1 lutego 1896 w Krakowie, zm. 5 maja 1945) – żydowski architekt

## Życiorys
Ukończył Państwową Szkołę Przemysłową. Jako ochotnik w latach 1918-1919 uczestniczył w walkach w obronie Lwowa i Kresów Wschodnich.  Po wybuchu II wojny światowej kontynuował prace przy rozpoczętych projektach. Wysiedlony do getta, a potem obozu w Płaszowie. Tam na polecenie komendanta obozu pełnił funkcję głównego inżyniera bauleitungu – kierownictwa budowy obozu. Razem z rodziną skierowany w ostatnim transporcie do KL Auschwitz-Birkenau, a stamtąd wysłany do obozu Flossenbürg. Zamordowany 5 maja 1945 roku.
W 2011 roku w ramach obchodów 68. rocznicy likwidacji getta krakowskiego w Aptece pod Orłem otwarto wystawę Zygmunt Grünberg – architekt i patriota.

## Odznaczenia
- Odznaka pamiątkowa „Orlęta”[1]

## Projekty
w gminnej ewidencji zabytków:
- kamienica ul. Krakowska 21 (1936)
- kamienica al. Zygmunta Krasińskiego  4 / Tadeusza Kościuszki 1 (1934)
- kamienica al. Zygmunta Krasińskiego  12 / Kazimierza Morawskiego  8 (1925)
- kamienica czynszowa ul.Juliusza Lea  6a (1935)
- kamienica ul. JuliuszaLea  18 / Urzędnicza 31 (1935)
- kamenica ul. Teofila Lenartowicza  20 / Henryka Sienkiewicza 9 (ok. 1935)
- kamienica ul. św. Łazarza  11 (1938)
- kamienica ul. Mazowiecka 5a (1938)
- kamienica pod Sowami ul. Metalowców 5 (1937)
- kamienice al. Juliusza Słowackiego 33 i 34 (1934–1935)
- kamienica al. Juliusza Słowackiego 43 (1936–1937)
- kamienica ul. Smocza 4a (1937)
- kamienice ul. Smolki 10, 12a i 12b
- kamienica pod Lwem ul. Michała Stachowicza 12 (1935)
- kamienice ul. Władysława Syrokomli 14 i 19a
- kamienica ul. Karola Szymanowskiego 12 (1937–1938)
- kamienica ul. Jerzego Żuławskiego 16 (1938)
- kamienica ul. Augustiańska 18 (1931–1936)
- kamienica ul. Edmunda Biernackiego 3 (1933)
- kamienica ul. Długa 82 / Jerzego Żuławskiego 1 (1937)
- kamienica ul. Dojazdowa 1 / Tadeusza Kościuszki 50 (1933)
- kamienica ul. Józefitów 1 / Kazimierza Wielkiego 16 (1934)
- kamienice ul. Józefitów 5 i 7